# Coryciden
De Coryciden of Coryciën waren de drie Naiadennimfen van de heilige bronnen van de Corycische grot van de berg Parnassus in Phokis. Ook met de term Thriai werd naar hen verwezen. Deze nimfen heetten Corycia, Cleodora en Melaena. Naar de eerste was de grot genoemd. Zij was de moeder van Lycoreus die zij voortbracht met Apollo.
Cleodora werd door Poseidon bemind. Met Poseidon (of Cleopompus) werd zij de moeder van Parnassus, die de stad Parnassus stichtte.
Melaena werd ook door Apollo bemind, en baarde Delphus. Haar naam betekende "De Zwarte". Zij zou over onderaardse nimfen heersen.
Cephissus of Pleistus werd als hun vader beschouwd.